# Comté de Rogaland
Le comté de Rogaland est un comté norvégien situé au sud-ouest du pays. Il est voisin des comtés de Hordaland, Telemark, Aust-Agder et Vest-Agder. Son centre administratif se situe à Stavanger.

## Informations générales
Peuplé dès l’âge de la pierre, comme le prouve la découverte du squelette d’un jeune garçon de cette période, le comté est appelé Rygjafylke à l’époque des Vikings. Jusqu’à sa conquête par Harald à la Belle Chevelure (Harald Ier ), il constitue un petit royaume indépendant.
Le Rogaland est un comté du littoral qui comprend de nombreuses îles, dont la plus importante est Karmøy. Stavanger est la quatrième ville de Norvège, après Oslo, Bergen et Trondheim. 
L’île de Karmøy recèle de gros gisements de cuivre : c’est là que fut extrait celui qui servit à construire la statue de la Liberté. Le Rogaland est le comté le plus important du pays en ce qui concerne l’exploitation du gaz et du pétrole. Des conférences sur le pétrole et l’environnement ont souvent lieu à Stavanger.
La « Ferme de l’âge du fer », à Stavanger, est une reconstitution d’un site datant des années 350 à 500. La ville compte également un musée archéologique dédié aux nombreuses traces de l’histoire ancienne du Rogaland. Un autre musée, dénommé la « Ferme viking », est situé à Karmøy.
Une série de festivals culturels et de congrès sont régulièrement organisés dans le comté, comme le « Festival de la Musique de Chambre » et le « Festival Maijazz » à Stavanger.

## Communes
Le comté de Rogaland est subdivisé en 26 communes (Kommuner) au niveau local :
- Bjerkreim
- Bokn
- Eigersund
- Finnøy
- Forsand
- Gjesdal
- Haugesund
- Hjelmeland
- Hå
- Karmøy
- Klepp
- Kvitsøy
- Lund
- Randaberg
- Rennesøy
- Sandnes
- Sauda
- Sokndal
- Sola
- Stavanger
- Strand
- Suldal
- Time
- Tysvær
- Utsira
- Vindafjord